# Minna Kauppi
Minna Kauppi, född 25 november 1982 i Asikkala, Finland, är en finländsk orienterare. Kauppi är niofaldig världsmästare, och har fem guld från stafetter. Kauppi är den mest framgångsrika finska orienteraren genom tiderna, rankad efter antal guldmedaljer vid VM i orientering. Kauppi utsågs till Årets idrottspersonlighet i Finland 2010.

## Biografi
Kauppi var det tredje barnet till Ritva och Hannu Kauppi. Strax innan Ritva födde Minna fick Ritva diagnosen multipel skleros vid 30 års ålder. Minna föddes på Päijät-Tavastlands centralsjukhus.
Kauppi hade framgångar som junior och vann 2001 och 2002 juniorvärldsmästerskapen i orientering på kort distans och fick två medaljer i 2000 års mästerskap. Kauppi gick med i det finska landslaget 2003. 2005 dog Kauppis mor under Jukola-stafetten 2005, och Kauppi fick besked om det strax efter stafettens slut. Senare samma år vann Kauppi sin första seniormedalj i orientering, ett brons på medeldistans vid världsmästerskapen i orientering 2005 i Japan. Kauppi vann sin första guldmedalj i stafetten vid världsmästerskapen i orientering 2006 och sin första individuella medalj i världsmästerskapen i orientering 2007, som hon delade med sin rival Heli Jukkola. Kauppi förde sin finska klubb Asikkalan Raikas till en seger i Världsmästerskapen i orientering 2007 2007.
Kauppis period av största framgång varade från 2007 till 2012, då hon vann sin sista guldmedalj vid världsmästerskapen på medeldistans. 2015 flyttade Kauppi till Lahtis och meddelade slutet på sin landslagskarriär. 2020 publicerades Kauppis biografi. En staty av Kauppi avtäcktes i Vääksy 2012.

## Orienteringsstil
När Kauppi var på toppen av sin karriär var hon känd för sin anmärkningsvärda löphastighet. Janne Salmi, tränare för Kauppi, sade att hennes framgång berodde på flera faktorer, inklusive hennes fysiska kondition med en rad olika sporter inklusive skidåkning och medeldistanslöpning. Salmi berömde också Kauppis förmåga att få coachning, och föreslog också att hennes rivalitet med Heli Jukkola och att vara sambo med landslagskollegan Pasi Ikonen hjälpte henne att bli bättre.

## Privatliv
Hennes partner är Sipe Santapukki, en musiker, med vilken hon har två barn födda 2017 och 2020. Kauppi hade tidigare ett förhållande med orienteraren Pasi Ikonen. Kauppi har Crohns sjukdom.

## Meriter
- VM: 9 guld, 5 silver, 3 brons
- EM: 2 guld, 2 silver, 5 brons
- JVM: 2 guld, 1 silver, 4 brons
- NM: 4 guld, 4 silver, 2 brons